# Déjeme afinar los gallos
Déjeme Afinar Los Gallos es el nombre del segundo álbum del rapero mexicano C-Kan. Fue lanzado a mediados del año 2007. al ver el éxito que tuvo el álbum Mastered Trax Latino decide darle la oportunidad de formar parte de su compañía al lado de "BODKA37" y "MASIBO", formando así la agrupación llamada "RADIKALES" y poniendo a finales del 2007 el álbum llamado "La rebelión de un sueño".

## Lista de canciones
| N.º   | Título                                          | Duración |  |
| 1.    | «Intro»                                         | 0:58     |  |
| 2.    | «Tirenme»                                       | 2:37     |  |
| 3.    | «Iluso»                                         | 3:06     |  |
| 4.    | «Mi Mente Crece»                                | 3:44     |  |
| 5.    | «Feeling»                                       | 3:43     |  |
| 6.    | «Historia» (feat. :)                            | 4:01     |  |
| 7.    | «Dicen Por Ahí»                                 | 3:37     |  |
| 8.    | «Castrozos» (feat. :)                           | 4:00     |  |
| 9.    | «Un Adiós»                                      | 4:29     |  |
| 10.   | «Chingue A Su Madre Todo Al Que Le Caiga Gordo» | 2:44     |  |
| 11.   | «Awascawanas» (feat. :)                         | 4:29     |  |
| 12.   | «Gangstayazos»                                  | 2:58     |  |
| 13.   | «Cinco»                                         | 3:51     |  |
| 14.   | «Universidad del Flow»                          | 3:14     |  |
| 44:51 |                                                 |          |  |